# Benjamin Peltonen
Niclas Benjamin Peltonen (nascido em 15 de abril de 1997) é um cantor finlandês, que tornou-se famoso através do serviço de compartilhamento de fotos Instagram, onde seu perfil, inaugurado em 2012, tem mais de 368 000 seguidores. Em maio de 2014, Peltonen assinou um contrato com a gravadora Warner Music Finland. Ele lançou seu primeiro single "Underdogs" em 8 de setembro de 2014. "Underdogs" teve bom resultado na Finlândia, moderadamente colocado na lista dos dez singles mais populares. Em março de 2015, a música foi adicionada à lista do canal de rádio espanhol Los 40 Principales. Seu primeiro EP, Square One, foi lançado em maio de 2015.
Uma série documental de 20 partes sobre Peltonen, Nu Diary: Benjamin Peltonen, foi ao ar na Yle Areena, na primavera de 2015. Um documentário em longa-metragem de mesmo nome foi exibido em Yle TV2 no dia 3 de maio de 2015.

## Discografia

### Álbuns
| Nome         | Informação de Publicação                                                                         | Lista de Ábuns | Número de Vendas |
| ------------ | ------------------------------------------------------------------------------------------------ | -------------- | ---------------- |
| Fingerprints | - Publicação: 15 de abril de 2016 - Formato: CD, download digital - Rótulo: Warner Music Finland |                |                  |

### EPs
| Nome       | Informação de Publicação                                                                          |
| ---------- | ------------------------------------------------------------------------------------------------- |
| Square One | - Publicado em: 29 de maio de 2015 - Formato: CD, download digital - Rótulo: Warner Music Finland |

### Singles
| Título                                     | Ano  | Posição em paradas musicais | Álbum                       |
| Título                                     | Ano  | FI                          | Álbum                       |
| ------------------------------------------ | ---- | --------------------------- | --------------------------- |
| "Underdogs"                                | 2014 | 10                          | Square One and Fingerprints |
| "Unbreakable"                              | 2014 | —                           | Square One and Fingerprints |
| "Young and Restless"                       | 2015 | —                           | Square One and Fingerprints |
| "Body"                                     | 2016 | —                           | Fingerprints                |
| "Man on the Moon" (feat. Sweet California) | 2016 | —                           | Fingerprints                |
| "Bad Luck Love"                            | 2017 | —                           | por anunciar                |